# Château des Joncherets
Le château des Joncherets est un édifice situé à La Mesnière, en France.

## Localisation
Le monument est situé dans le département français de l'Orne, à 1,8 km au nord du bourg de La Mesnière et à 2,5 km au sud-ouest de celui de Bazoches-sur-Hoëne.

## Architecture
Le château avec ses décors intérieurs, les façades et les toitures de la porterie et des communs — y compris la glacière, et à l'exclusion des bâtiments modernes — et les plans d'eau sont classés au titre des monuments historiques par arrêté du 4 juillet 1995.

## Parc
Le parc est inscrit au titre des monuments historiques par arrêté du 10 novembre 1993.